# حسن‌پور
حسن‌پور (به انگلیسی: Hasanpur) یک منطقهٔ مسکونی در هند است که در بهار (استان هند) واقع شده‌است.

## خصوصیات
حسن‌پور  ۵۳٬۳۴۰ نفر جمعیت دارد و ۲۰۱ متر بالاتر از سطح دریا واقع شده‌است.